# 2000년 부천국제판타스틱영화제
제4회 부천국제판타스틱영화제는 2000년 7월에 개최된 영화제이다. 부천시민회관 대강당, 부천시청 대강당, 복사골문화센터 아트홀, 소사구청 소향관에서 개최되었다.

## 수상 및 후보

### 작품상(장편)
- 어글리 우먼 - 미구엘 바뎀 수상

### 여우주연상(장편)
- 위치크래프트(아이슬란드어판) - 사라 아스지스도터 수상

### 남우주연상(장편)
- 최후의 연인들 - 파스칼 그레고리 수상

### 감독상(장편)
- 올빼미의 성 - 시노다 마사히로 수상

### 심사위원 특별상(장편)
- 네임리스 - 하우메 발라게로 수상

### 심사위원상(단편)
- 백작부인 - 데이비드 로지 수상

### 관객상(단편)
- 블랙 XXX-마스 - 피에터 반 히스 수상

### 대상(단편)
- 페스트 - 슈테픈 샤플러 수상

### 평생 공로상
- 최무룡 수상

### 부천 초이스(장편)
- 네임리스 - 하우메 발라게로
- 데몬스 - 글렌 스텐드링
- 딥 인 더 우드 - 리오넬 프랑크
- 어글리 우먼 - 미구엘 바르뎀
- 올빼미의 성 - 시노다 마사히로
- 위치크래프트(아이슬란드어판) - 흐라픈 군라우그슨
- 죄와 벌 - 롭 슈미트
- 최후의 연인들 - 해리 클레븐
- 토마스 카츠의 변신 - 벤 홉킨스
- 투발루 - 바이트 헬머

### 부천 초이스(단편)
- 룰레타 - 로베르토 산티아고
- 바이러스 - 제임스 커닝햄
- 상속녀 - 그래엄 버푸트
- 백작 부인 - 데이비드 로지
- 블랙 XXX-마스 - 피에터 반 히스
- 삼단뛰기 - 세르잔 불레티치
- 샤워 - 미셀 카몬
- 용의자 - 호세 미구엘 리베이로
- 페스트 - 슈테픈 샤플러
- 포 더 피스 오브 올 맨카인드 - 이석훈

### 금지구역
- 나이트 트레인 - 레스 번스턴
- 대학로에서 매춘하다가 토막살해당한 여고생 아직... Being - 남기웅
- 강철 - 남기웅
- 로큰롤 프랑켄슈타인 - 브라이언 오하라
- 변태 행진곡 - 리처드 울스튼크로프트
- 섹스 앤 섹슈얼리티 - 제롬 드 미솔즈
- 악동들 - 애쉬
- 위험한 아이 홀기 - 귄터 크나르
- 포르노스타 - 토요타 토시아키
- 아티스트 - 설춘환
- 씨어터 - 박재범
- 에스 - 귀도 헨드릭스
- X등급 영화의 은밀한 여행 - 대그 잉베송

### 판타스틱 단편 걸작선
- 그린 핑거 - 폴 콧그로브
- 깊은 밤 - 레지나 페소아
- 도망쥐 - 애스트리드 A. 아크라
- 뒤죽박죽 - 홀거 하일란트
- 레드 리본 - 엘리자베스 로헨
- 마리 - 유스트 레크벨드
- 미궁 - 페렝 카코
- 배짱 - 캠벨 그래험
- 빌리의 풍선 - 돈 헤르츠펠트
- 세상에서 가장 행복한 게이 커플 - Q. 앨런 브로카
- 신혼 앨범 - 하니 탐바
- 아기 엉덩이 삼형제 - 마누엘 고메즈
- 어느날 밤 - 크리스토프 겔라르
- 윌리엄 윌슨 - 호르헤 다야스
- 전기톱 살인 미녀 - 파트릭 바고
- 조지 루카스 인 러브 - 조 너스바움
- 존재의 의문 - 포티니 파파도디마
- 죽음의 삐에로 - 탐 E. 브라운
- 쥐덫 - 크리스토퍼 레온
- 천사 가브리엘 - 레나트 코펜스
- 타나토스 - 이반 고티에
- 텔레비전 - 마르끄 올리비에
- 토요일 일요일 그리고 월요일 - 에릭 발렛
- 프랭키 할리우드 가다 - 브렌던 켈리
- 핫도그 - 로랑 바피
- 휴먼 카메라 - 보구밀 고드프레요
- 불사조 - 자코 그로어

### 월드 판타스틱 시네마
- 건블라스트 보드카 - 장 루이 다니엘
- 낯선 목소리 - 댄 맥코맥
- 링 0 - 버스데이 - 츠루타 노리오
- 링 - 나카다 히데오
- 링 2 - 나카다 히데오
- 모텔 휠스 - 조르제 밀로사브레비치
- 브라더 2 - 알렉세이 바라바노브
- 비밀의 호수 - 마우리치오 칼데른
- 상어 가죽 남자와 복숭아 소녀 - 이시이 카츠히토
- 소용돌이 - 히구친스키
- 식스팩 - 알랑 베르베리앙
- 아트 오브 다잉 - 알바로 페르난데즈 아메로
- 악령 - 안데르스 로노 클라룬드
- 암스테르담 - 도나 반 루베로이
- 동물 농장 - 존 스티븐슨
- 여인의 정열 - 토니노 드 베르나디
- 오페라의 유령 - 다리오 아르젠토
- 유죄 - 안소니 월러
- 정부 - 곽금은
- 콘벤트 - 마이크 멘데즈
- 페이싱 - 매티어스 레독스
- 피버 - 알렉스 윈터
- 하트 오브 워리어 - 다니엘 몬존

### 영화광장
- 구로사와 아키라 - 마지막 황제 - 알렉스 콕스
- 기념품 - 마이클 샘버그
- 너무 많이 본 사나이 - 손재곤
- 디스코 포에버 - 글렌 고에이
- 마고의 두 남편 - J.D. 샤피로
- 배드 컴퍼니 - 장 피에르 아메리
- 백수일기 - 디에고 돈호퍼
- 빈 방 없음 - 마리우스 발커나스
- 사랑을 찾아서 - 엘리스 맥크레디
- 섹스 피스톨의 전설 - 줄리엔 템플
- 슈가 타운 - 알리슨 앤더슨 외 1명
- 쓰리 비지니스맨 - 알렉스 콕스
- 어둠의 신화 - 바실리스 마조메노스
- 왓츠 쿠킹 - 거린다 차다
- 은행을 털어라 - 비르질 비트리히
- 쥬바쿠 - 하라다 마사토
- 첨언밀어 - 조숭기
- 테러리스트 - 산토시 시반

### 패밀리 판타
- 라이스 아저씨의 비밀 - 니콜라스 켄들
- 마이 러브 리키 - 티모시 허튼
- 미싱 링크 - 게르 포펠라스
- 바벨 - 제라르 풀리치노
- 쉐르딜 - 기타 맬릭 외 1명

### 메이드 인 코리아
- 마지막 정열 - 고영남
- 여인 전장 - 심우섭
- 5인의 건달들 - 고영남
- 제3지대 - 최무룡
- 구멍 - 김국형
- 노래로 태양을 쏘다 - 조재홍
- 반칙왕 - 김지운
- 섬 - 김기덕
- 실제 상황 - 김기덕
- 플란다스의 개 - 봉준호
- 광대버섯 - 염정석
- 그렇게 김순임은 강두식을 만났다 - 김한민
- 다카포 - 박영철
- 먼데이 - 윤희동
- 변태 - 김기원 외 1명
- 사월의 끝 - 추창민
- 사이 - 박보경
- 솜사탕 - 부성철 외 1명
- 아리랑 - 강준원
- 아침 또 아침 - 서명수
- 어디 갔다 왔니? - 김진성
- 은어비행 - 봉근웅

### 특별전
- 눈에는 눈 - 아트로 라텔라
- 두려움의 도시 - 아울리 만틸라
- 레스트리스 - 아쿠 로히미스
- 리얼 맥코이 - 페카 레토
- 키스 미 인 더 레인 - 베이코 알토넨
- 대통령 - 야리 알라코스켈라
- 쌍둥이 - 밀랴 아홀라
- 청소하는 날 - 야모 람펠라
- 퓨투로 - 미카 타닐라

### 특별상영
- 남자는 괴로워 15 - 토라, 여가수를 다시 만나다 - 야마다 요지
- 학교 - 야마다 요지